# Aldo Rossini
Aldo Rossini (Novara, 4 luglio 1888 – Novara, 8 gennaio 1977) è stato un militare e politico italiano.

## Biografia
Era figlio di Erminio e Vincenzina Molina.
Combattente nella Prima Guerra Mondiale, fu decorato con la medaglia d'argento al valore militare. Militare di carriera, ebbe un rilievo anche nella vita sociale novarese. Fu presidente di molte istituzioni locali tra cui la Banca Popolare di Novara, il Collegio Caccia, il Convitto Carlo Alberto, l'Ospedale Maggiore, la Fondazione Agraria, l'Istituto Industriale Omar e l'Ente Nazionale Risi.
Sposò Lucia Bardeaux, da cui ebbe il figlio Alessandro.
Fu deputato e sottosegretario di governo per tre legislature ed infine Senatore del Regno d'Italia. Ricevette da Vittorio Emanuele III il titolo nobiliare di Conte di Valgrande. Rossini resterà alla guida dell'Associazione Nazionale del Fante dal 1949 al 1975.
Nel 1968, quasi ottantenne, riuscì nell'intento di far decretare dallo Stato l'istituzione dell'Ordine di Vittorio Veneto, che, dopo mezzo secolo dalla fine della Grande Guerra, conferiva il titolo di Cavaliere a quanti presero parte al conflitto (legge 263/1968).
Personaggio eclettico, malgrado continue insidie politiche e morali, riuscì ad essere autorità di spicco novarese per oltre vent'anni tra le due guerre mondiali. Girava voce tra i novaresi "A Novara non si muove foglia che Rossini non voglia".

## Museo Storico "Aldo Rossini"

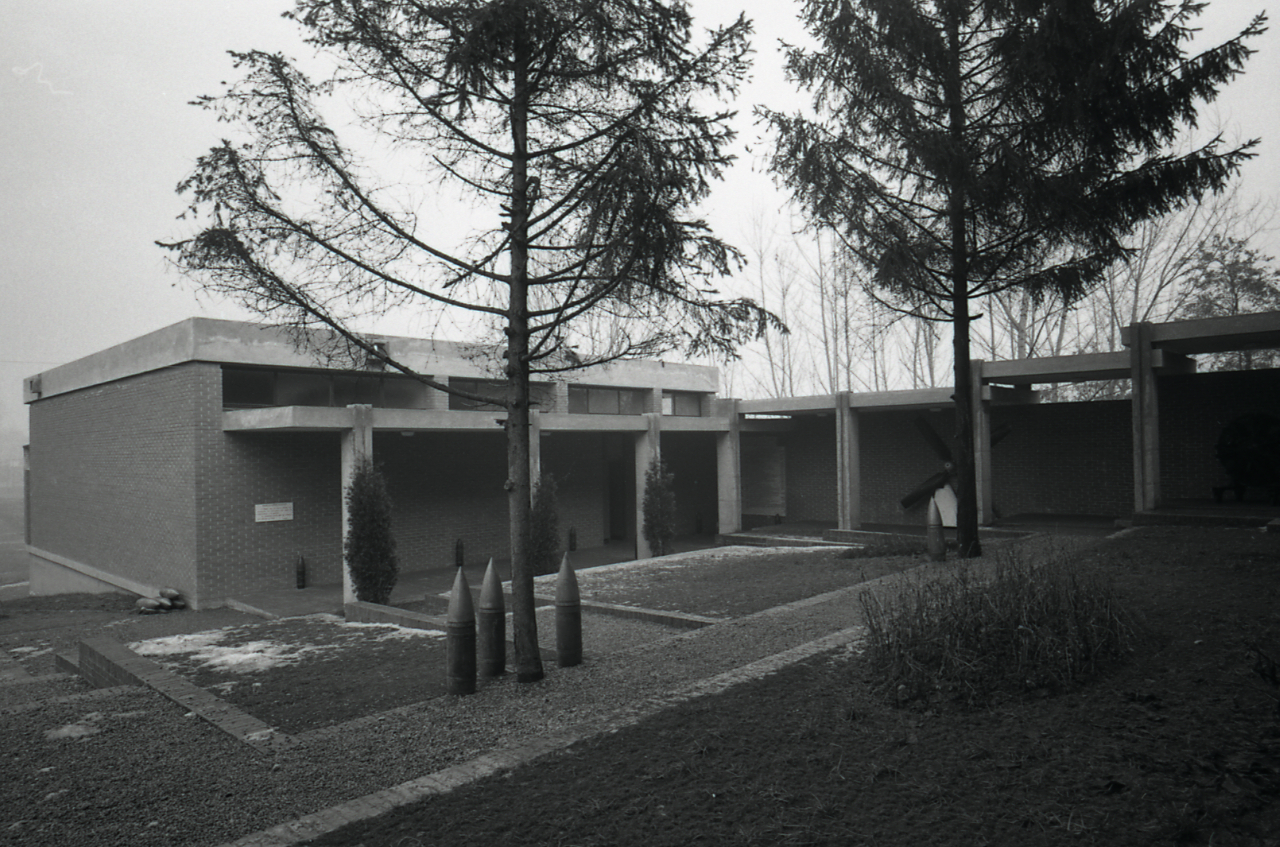
L'esterno del museo nel 1966

Il Museo Storico "Aldo Rossini" si trova sul Colle della Vittoria, in prossimità dell'Abbazia di San Nazzaro della Costa, a Novara.
Il Museo fu fondato dallo stesso senatore Rossini, col contributo di enti pubblici e privati cittadini, e inaugurato il 12 settembre 1965, alla presenza di numerose autorità tra cui l'allora Ministro della Difesa Giulio Andreotti.
Alla morte del senatore, il Museo lentamente andò in rovina e fu anche oggetto di saccheggio nel 2019.
Le Associazioni d'Arma Novaresi, dopo aver costituito l'associazione AMAR Amici Museo Aldo Rossini (ONLUS tutt'oggi esistente), il 24 giugno 1995 riaprirono il Museo dopo un capillare e paziente lavoro di ricomposizione e ristrutturazione.
Al 2024 il Museo è ancora attivo e visitabile.